# 嘉悦氏房

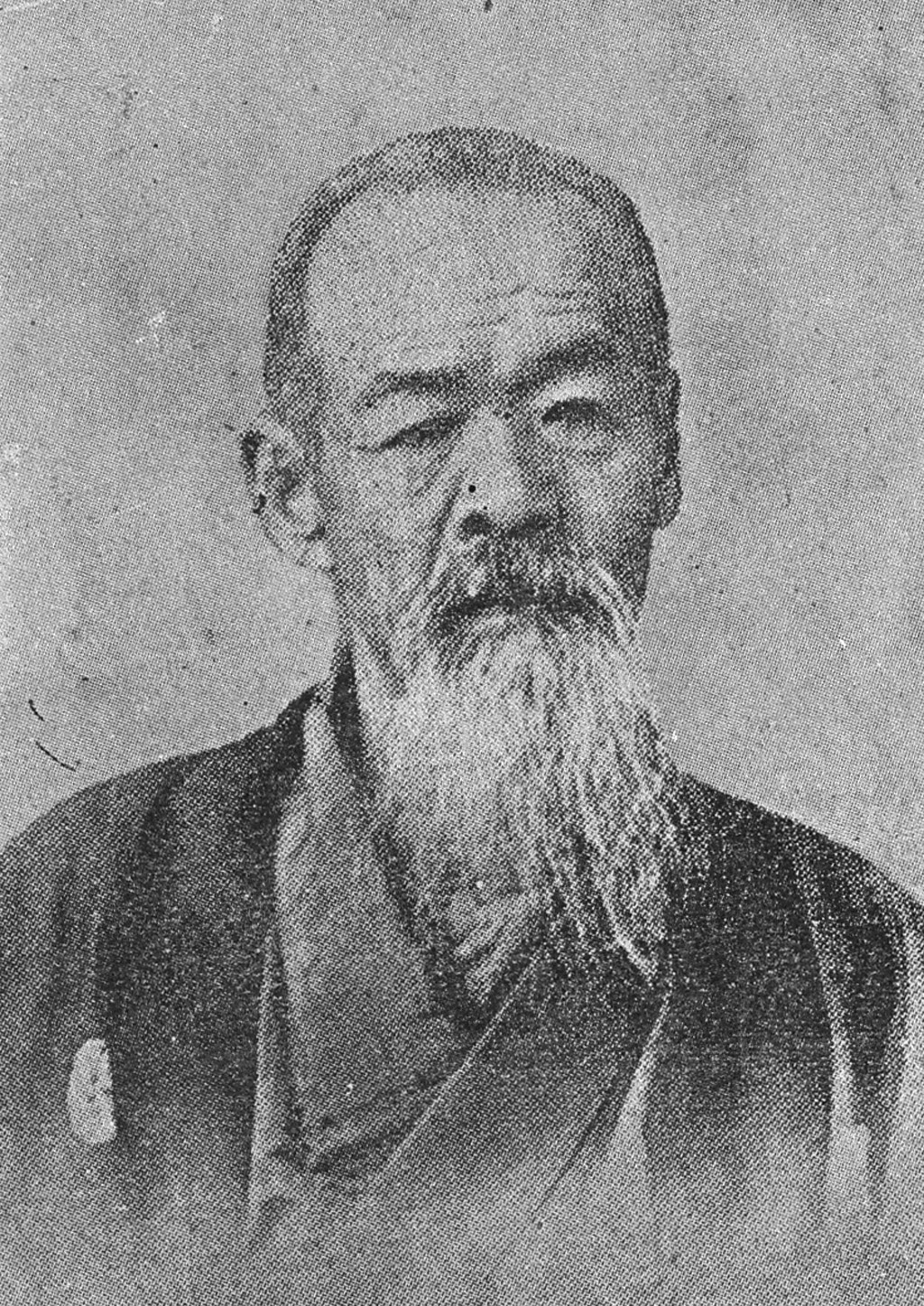
嘉悦氏房

嘉悦 氏房（かえつ うじふさ、天保5年（1834年）1月 - 明治41年（1908年）10月30日）は、日本の政治家。

## 経歴
熊本藩士の子として肥後国託麻郡本山村（現在の熊本県熊本市）に生まれ、横井小楠に師事した。その後、宮部鼎蔵に従って尊王運動に参加。たびたび上京して、橋本左内・坂本龍馬・西郷隆盛らと交わった。
明治維新後、熊本藩は新政府に反旗を翻そうとしているとの嫌疑をかけられたが、氏房が長崎に赴いて知事の澤宣嘉に釈明して事なきを得た。明治3年（1870年）5月、民部省に出仕し、7月に大蔵省に移った。9月に胆沢県大参事に就任し、その後、熊本県少参事、八代県権参事を歴任した。明治6年（1873年）、白川県権参事となるが、権令の安岡良亮と対立し、野に下った。
官を辞して後は本山村の自邸で「広取黌」(通称広取英学校)という洋学校を開き、内田康哉（後の外務大臣）・林田亀太郎（後の衆議院議員）・亀井英三郎（後の警視総監）らが学んだ。また製糸事業や製茶事業も興している。
明治12年（1879年）、熊本県会議員に当選し、翌年に議長となった。明治15年（1882年）、山田武甫・前田案山子らとともに九州改進党を結成した。明治20年（1887年）には九州鉄道の設立発起人に名を連ねている。
明治26年（1893年）、衆議院議員となり、一期務めた。
明治41年（1908年）10月30日、脳溢血により千駄ヶ谷の自邸で死去した。

## 家族
- 長女：嘉悦孝（学校法人嘉悦大学創立者）
- 二男：嘉悦敏（陸軍少将）